# Сологубов (Лельчицкий район, деревня)
Сологубов (бел. Салагубаў) — деревня в Дубровском сельсовете Лельчицкого района Гомельской области Беларуси.
На севере урочище Корабельщина, на юге урочище Железо.

## География

### Расположение
В 31 км на запад от Лельчиц, 98 км от железнодорожной станции Ельск (на линии Калинковичи — Овруч), 208 км от Гомеля.

### Гидрография
На западе — мелиоративный канал, соединённый с системой мелиоративных каналов, расположенных возле деревни Приболовичи.

## Транспортная сеть
Транспортные связи по просёлочной, затем автомобильной дороге Средние Печи — Лельчицы. Планировка состоит из короткой прямолинейной улицы, ориентированной с юго-востока на северо-запад. Застройка деревянная, усадебного типа.

## История
Согласно письменным источникам известна с XIX века как селение в Тонежской волости Мозырского уезда Минской губернии. В 1871 году хутор Соллогубов принадлежал помещику Гарцевичу, который владел здесь 251 десятиной земли и 3 водяными мельницами. В 1931 году жители вступили в колхоз. Во время Великой Отечественной войны в декабре 1942 года оккупанты сожгли деревню и убили 12 жителей. Согласно переписи 1959 года в составе колхоза «Красный Октябрь» (центр — деревня Дуброва), располагался фельдшерско-акушерский пункт.

## Население

### Численность
- 2004 год — 4 хозяйства, 6 жителей.

### Динамика
- 1908 год — 10 дворов, 59 жителей.
- 1925 год — 12 дворов.
- 1940 год — 26 дворов, 182 жителя.
- 1959 год — 229 жителей (согласно переписи).
- 2004 год — 4 хозяйства, 6 жителей.